# دویپ چار
دویپ چار (به لاتین: Dwip Char) یک روستا در بنگلادش است که در استان باریسال و در ناحیه باریسال واقع شده است.